# Pseudotrapelus sinaitus
El agama del Sinaí (Pseudotrapelus sinaitus) es una especie de reptil escamoso de la familia Agamidae. Es común de los desiertos que rodean el mar Rojo.

## Descripción
Su longitud es de hasta 25 cm, la cola hasta dos tercios de la longitud total. Las extremidades y la cola son largas y delgadas y ofrecen una buena capacidad de escalada. El tercer (medio) dedo del pie es el más largo en lugar del cuarto. 
Sus heces suelen ser de color azul marino.

## Comportamiento
Es de hábitos diurnos y se alimenta de insectos y otros artrópodos, así como de plantas.
Mientras que en el calor, el color del macho se convierte en un sorprendente azul para atraer a las hembras. La hembra adopta manchas de color marrón-rojo.

## Subespecies
Se reconocen las siguientes subespecies:
- Pseudotrapelus sinaitus sinaitus (Heyden, 1827)
- Pseudotrapelus sinaitus werneri Moravec, 2002